# Trichomimastra
Trichomimastra es un género de escarabajos de la familia Chrysomelidae. El género fue descrito por Julius Weise en 1922. Especies de este género:
- Trichomimastra atriceps Lopatin, 1979
- Trichomimastra attenuata (Gressitt & Kimoto, 1963)
- Trichomimastra barioensis Mohamedsaid, 1998
- Trichomimastra bisignata (Weise, 1922)
- Trichomimastra fumida (Weise, 1922)
- Trichomimastra gracilipes (Gressitt & Kimoto, 1963)
- Trichomimastra hirsuta (Jacoby, 1892)
- Trichomimastra itoi Takizawa, 1986
- Trichomimastra jejuna (Weise, 1889)
- Trichomimastra kurnia Mohamedsaid, 2000
- Trichomimastra membranacea (Weise, 1922)
- Trichomimastra pectoralis (Laboissiere, 1929)
- Trichomimastra pellucida (Ogloblin, 1936)
- Trichomimastra piceipennis (Laboissiere, 1929)
- Trichomimastra seminigra (Weise, 1922)
- Trichomimastra suturalis (Jacoby, 1904)
- Trichomimastra vietnamica Lopatin, 2003